# Mohale's Hoek
Mohale's Hoek   este un oraș  în  partea de sud-vest a  statului Lesotho. Este reședința districtului  Mohale's Hoek. Localitatea, fondată în 1884 de către englezi poartă numelele fratelui mai mic al regelui Moshoeshoe, care și-a dat pământurile administrației britanice. Economia locală se bazează pe agricultură, principala ramură fiind creșterea animalelor (ovine, bovine, caprine).

## Turism
La 2 km sud de oraș, pe drumul spre Quthing se găsește un complex de peșteri interconectate în care au locuit canibalii în secolul al XIX-lea, sub conducerea lui Motlejoa. Locația este deopotrivă pitorească și istorică.